# Wappen der Region Valencia
Das Wappen der  Region Valencia ist das erweiterte Wappen Aragoniens von 1150. 
In Gold vier rote Pfähle. Aus der Goldkrone auf dem rechtsseitig gesetzten  Stechhelm  wächst ein rotgezungter goldener Drache. Die blau-rote Helmdecke  markiert ein gespitztes silbernes Kreuz.